# Старый Мутабаш
Старый Мутабаш (баш. Иҫке Мутабаш) — село в Аскинском районе Республики Башкортостан. Административный центр Мутабашевского сельсовета.

## Географическое положение
Расстояние до:
- районного центра (Аскино): 37 км,
- ближайшей железнодорожной станции (Куеда): 80 км.

## Население
| 2002 | 2009 | 2010 |
| ---- | ---- | ---- |
| 249  | ↘230 | ↘218 |

### Национальный состав
Согласно переписи 2002 года, преобладающая национальность — башкиры (96 %).